# Quận Erath, Texas
Quận Erath (tiếng Anh: Erath County) là một quận trong tiểu bang Texas, Hoa Kỳ. Quận lỵ đóng ở thành phố Stephenville. Quận được đặt tên theo George Bernard Erath
Theo điều tra dân số năm 2000, quận có 33.001 người.

## Địa lý
Theo Cục điều tra dân số Hoa Kỳ, quận có diện tích 774 dặm vuông Anh (2.004,7 km2), trong đó có 5 dặm vuông Anh (12,9 km2) là diện tích mặt nước.

### Các xa lộ chính
- Interstate 20
- U.S. Highway 67
- U.S. Highway 281
- U.S. Highway 377
- State Highway 6
- State Highway 108

### Quận giáp ranh
- Quận Palo Pinto  (bắc)
- Quận Hood   (đông bắct)
- Quận Somervell  (đông)
- Quận Bosque  (đông nam)
- Quận Hamilton  (nam)
- Quận Comanche  (tây nam)
- Quận Eastland  (tây)